# Mariä Himmelfahrt (Zandt)

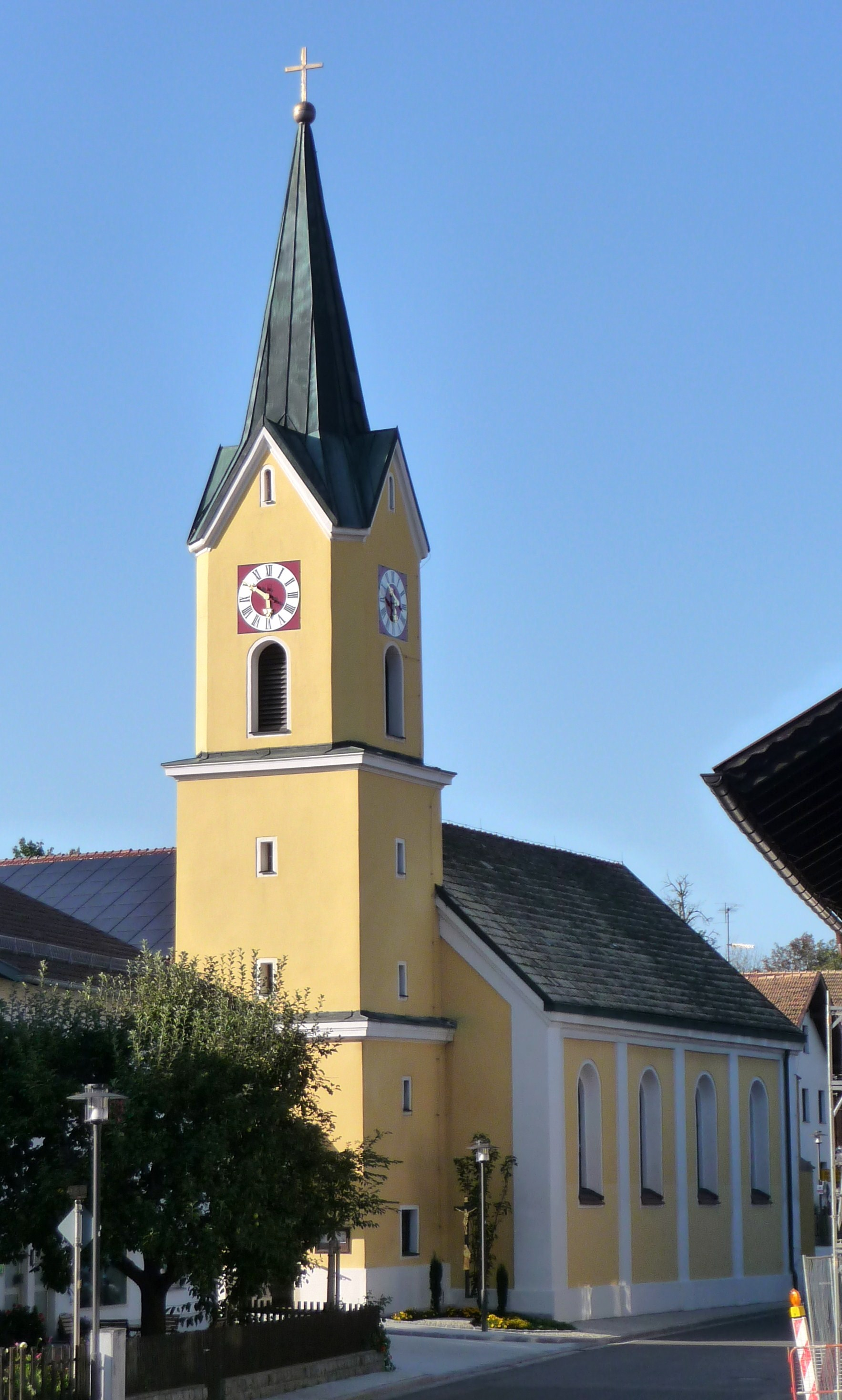
Mariä Himmelfahrt (Zandt)

Die römisch-katholische, denkmalgeschützte Filialkirche  Mariä Himmelfahrt steht in Zandt, einer Gemeinde im Landkreis Cham in der Oberpfalz. Die Kirche gehört zum Bistum Regensburg. Das Bauwerk ist unter der Denkmalnummer D-3-72-177-2 als Baudenkmal in die Bayerische Denkmalliste eingetragen.

## Beschreibung
Die neuromanische Saalkirche wurde 1880 erbaut. Sie besteht aus einem Langhaus, einem eingezogenen, dreiseitig geschlossenen, von Strebepfeilern gestützten Chor im Norden und einem dreigeschossigen Fassadenturm im Süden, dessen oberstes Geschoss mit abgeschrägten Ecken die Turmuhr und den Glockenstuhl beherbergt, und der mit einem spitzen Helm bedeckt ist. 
Der Innenraum des Langhauses ist mit einer hölzernen Flachdecke überspannt, der des Chors mit einem Kreuzrippengewölbe. Zur Kirchenausstattung gehört ein Hochaltar, auf dessen Altarretabel eine Mondsichelmadonna dargestellt ist. Von den ursprünglich vier Gaffköpfen am oberen Rand des ovalen Taufbeckens aus Granit, das um 1320 entstanden ist, sind noch zwei erhalten. 